# Cyclodictyon perlimbatum
Cyclodictyon perlimbatum är en bladmossart som beskrevs av Brotherus 1912. Cyclodictyon perlimbatum ingår i släktet Cyclodictyon och familjen Hookeriaceae. Inga underarter finns listade i Catalogue of Life.